# قطر الندى
قَطْر النَّدى أسْماء بنتُ خُمارْويه بن أحْمَد بن طولون (توفيت سنة 287 هـ - 900 م)، أميرة طولونيَّة وابنة خُمارْويه أمير مِصْر، وهي من أشهر النساء اللاتي لقبن بقطر الندى في تاريخ مصر. ويرجع ذلك إلى ما أحاط حفل زفافها من مظاهر الأبهة والعظمة، حين زوجها والدها من الخليفةُ العبَّاسي المُعْتَضِد بالله.

## جهازها
الذي ذكره المؤرخون عندما وصفوا قافلة العروس ـقطر الندىـ وكيف حمّلت هذه القافلة ما لم تره عين أو تسمع به أذن، أربع قطع من الذهب عليها قبة من ذهب مشبك، في كل عين من التشبيك قرط معلق فيه حبة من الجواهر لا تعرف لها قيمة.. دكة من الذهب، تضع عليها قدمها، كلما دخلت إلى حجرتها. مائة هاون من الذهب يدق فيها العود والطيب. ألف مبخرة من الذهب. ناهيك عن مئات الصناديق المحتوية على الملابس، والاقراط، والسلاسل الذهبية، وفصوص من الاحجار الكريمة. وقد توفيت وأبوها مريض.

## موكب العروس
أمر خمارويه والي مصر أن يبني لابنته قطر الندى على رأس كل مرحلة من مراحل الطريق الطويل، فيما بين القاهرة وبغداد، قصرا تنزل فيه، معدا بكل ما تحتاجه العروس في سفرها من الراحة وأسباب الرفاهية، فتشعر وكأنها في كل قصر تنزل فيه بأنها لم تفارق قصرها في القاهرة. وحين وصل موكب العروس إلى بغداد ليلا بين آلاف الشموع والمشاعل، دخل موكب قطر الندى قصر الخليفة المعتضد زوجها فكانت هناك احتفالات أخرى لم تر بغداد مثلها، على امتداد تاريخها.
هناك أعراس وزفافات كثيرة دخلت التاريخ لأسباب تتوقف عليها علاقات بين الدول، أو إنقاذ لهزائم، أو سداد لديون، أو ديات لارواح أزهقت، أو لحقن دماء.. لكن الزفاف الأسطوري الذي يكاد الحديث عنه يصل إلى حد الخرافة، لم يفعل شيئا من ذلك، الا أنه دخل التاريخ كواحد من أهم الاعراس التي تدل على سفه المترفين في فترة من فترات التاريخ الإسلامي.

## زواج قطر الندى
الذي ذكره المؤرخون عندما وصفوا قافلة العروس ـ قطر الندى ـ وكيف حمّلت هذه القافلة ما لم تره عين أو تسمع به اذن، أربع قطع من الذهب عليها قبة من ذهب مشبك، في كل عين من التشبيك قرط معلق فيه حبة من الجواهر لا تعرف لها قيمة.. دكة من الذهب، تضع عليها قدمها، كلما دخلت إلى حجرتها. مائة هاون من الذهب يدق فيها العود والطيب. ألف مبخرة من الذهب. ناهيك عن مئات الصناديق المحتوية على الملابس، والاقراط، والسلاسل الذهبية، وفصوص من الاحجار الكريمة. وفوق هذا وذاك أمر خمارويه والي مصر أن يبني لابنته قطر الندى على رأس كل مرحلة من مراحل الطريق الطويل، فيما بين القاهرة وبغداد، قصرا تنزل فيه، معدا بكل ما تحتاجه العروس في سفرها من الراحة وأسباب الرفاهية، فتشعر وكأنها في كل قصر تنزل فيه بأنها لم تفارق قصرها في القاهرة. وحين وصل موكب العروس إلى بغداد ليلا بين آلاف الشموع والمشاعل، دخل موكب قطر الندى قصر الخليفة المعتضد زوجها فكانت هناك احتفالات أخرى لم تر بغداد مثلها، على امتداد تاريخها!

## بداية الحكاية
كان خليفة بغداد ـ الموفق ـ قد بعث بعيونه إلى القاهرة ليستطلع أخبارها، فعادوا اليه بما أثار في نفسه البغضاء والحسد على حاكمها، فلما سمع من عيونه ما سمع، قال: «ظننا اننا قد انتهينا من الدولة الطولونية ووقاحتها، بموت أحمد بن طولون، فإذا بولده خمارويه يبالغ في العصيان، ولا يرسل الينا من خراج مصر الا ثلث ما كان يرسله إلينا أبوه، وما أحسب أن موارد مصر قد نضبت! بل وافت، وزادت، وان ما تركه ابن طولون لولده لا يقل عن مائة ألف دينار، فوق الجواهر الثمينة والخيل والإبل والبغال التي يكاد ثمنها يربو على ثمن الذهب النضار في خزائنه، هذا قليل من كثير، وهو ما جاءت به عيوننا التي اوفدناها إلى القاهرة!» فيحرضه ابنه المعتضد بالقول: «ما يجدر بك ان تسكت على خمارويه. يجب ان تبعث له جيشا يدخل مصر، ليضم بالقوة ملكها إلى ملكك!» «فيجيبه ابوه»: «لم تعد يا ولدي الخلافة العباسية غير رداء خلق، ملأه الفقر بالرقع، وما احسب جيوشنا تثبت ساعة امام جيش خمارويه»، لكن المعتضد يرد بحماس: «ابعثني يا ابي على رأس جيشك، وسترى ما افعل»، فيهدئ الخليفة من روع ابنه بالقول: «خزينة خمارويه حافلة بالمال وقدرته بالانفاق على الحرب لا تدانيها قدرة، بينما نحن نستجدي اقوات الجند»، فيقاطعه ابنه المعتضد: «والله يا ابي ان لم تبعث بي في جيش إلى هذا الرجل، لخرجت اليه وحدي، فما كنت سليل البيت العباسي وحفيد الرشيد ان لم اجرد خمارويه من مصر والشام، واضم كل ذلك إلى ملكي!».

## من القاهرة إلى بغداد
ولما بلغ خمارويه ما يعتزمه المعتضد، وما ينوي أن يفعله بعد أن مات أبوه الموفق، قرر أن يجيش الجيوش ليزحف بها إلى مصر، قال: «رحم الله أباه الموفق، كان أذكى، وأوفر حكمة من ابنه المعتضد، فلو طلب منا أن نزيد في خراجه لفعلنا، فما نحن إلا ولاته على الاقاليم، ولكن بما أنه عزم على حربنا، فلا خيار لنا سوى ملاقاته»، ثم جمع قادة جيشه وأمر أبا عبد الله بن سعد ـ قائد جنده ـ أن يخرج إلى مشارف العراق، وأن يعرض على المعتضد، أن يضاعف له الخراج، فإن أبى إلا الحرب، فلا بد من تبديد شمل جيشه، على ألا يدخل القتال مقر الخلافة العباسية، إلا بأوامر من خمارويه نفسه! لكن ابن سعد انفرد بخمارويه محدثا إياه بشأن ابنته قطر الندى التي كان قد خطبها منه، فوعده خيرا، وقال له: «دعني أكلم قطر الندى في ذلك، وكذلك استشير أخاها أبا عساكر، وعندما تعود الينا منصورا، سننظر في طلبك ان شاء الله». ولكن خمارويه لم يكن صادقا في وعده! تحالف جديد ويخرج أبو عبد الله وهو حزين، بعدم البت في أمر خطوبته من قطر الندى، حتى إذا اقترب من العراق، ينجح الخليفة المعتضد في استمالته اليه، بعد أن اقنعه بأن خمارويه يبخل عليه بالزواج من ابنته! فينضم بجيشه إلى جيش المعتضد، ويجتمع حقد العاشق الخائب مع غل الخليفة الحاسد وينحدران إلى فلسطين.

## خمارويه
وتثور ثائرة والي مصر، بعد أن بلغته أخبار التحالف الزاحف لمواجهته في القاهرة! فيقرر الخروج اليهم بنفسه على رأس الجيش ليدرأ الخطر القادم، فيوصي ابنه: «أنت مكاني على الناس هنا، فاذا فتح الله علينا عدنا غانمين، سالمين، وإذا شاءت ارادة الله الا ننتصر، فانشدك الخير في أهل البلاد يا ولدي، فأهل مصر عون لك في الشدة.. واوصيك باختك قطر الندى، فهي وردة يانعة، ليس لها من يحميها من الايدي الطامعة سواك، فلا تسلمها إلا إلى خير الناس، ممن ترضى عنه ولا تزفها إلا لكفء كريم..» ثم يسأل ولده «ألديك ما تريد قوله لي قبل أن أرحل؟»، فيسأله ابنه أبو العساكر: «إن اظفرك الله بالمعتضد، أتمنى ألا يدخلن القاهرة إلا وهو مقيد بالحديد!»، لكن خمارويه يجيبه بالقول: «كلا يا ولدي.. بل إذا ظفرت بالمعتضد خليفة المسلمين، وأمير المؤمنين، فسأعيده إلى بغداد معززا مكرما، فما يزيل الاحقاد يا ولدي الا الصفح الجميل، ولا تنس، لولا أنه رفع السلاح علينا، لما بادرنا بحربه، إنه الخليفة!».
وكانت هزيمة المعتضد ساحقة في المعركة، بعد أن وقعت جيوشه كلها في الاسر، لكن خمارويه يأمر بأن يتم التعامل مع الخليفة بما يليق ومكانته كأمير المؤمنين، ثم وعده بمضاعفة خراج مصر، بل وعده بما هو أكثر من ذلك عندما عقد العزم على مصاهرته بزواجه من وحيدته قطر الندى، فكان ذلك العرس الأسطوري الذي ذكرته كتب التاريخ!